# Herman van Hoogdalem

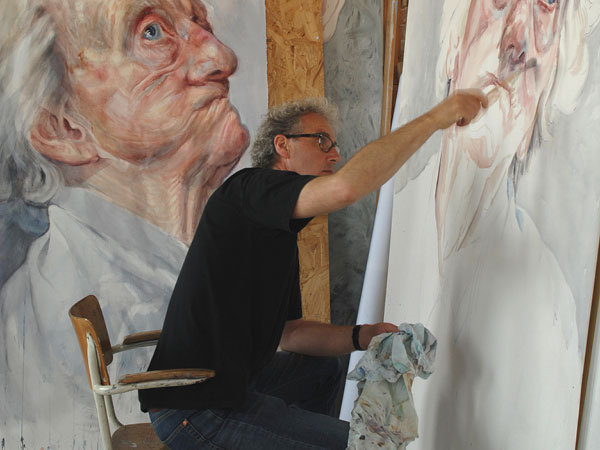
Gezichten van dementie

Herman van Hoogdalem (Groningen, 25 februari 1956) is een Nederlands kunstschilder, behorend tot het Noordelijk realisme.

## Biografie
Van Hoogdalem is geboren in Groningen en opgegroeid in Groningen en Winsum. Hij volgde zijn opleiding aan de Academie Minerva te Groningen, alwaar hij in 1980 afstudeerde. Sinds 1989 is hij docent bij Minerva. Van Hoogdalem houdt atelier in Sauwerd. De voornaamste thema's binnen zijn werk zijn interieurs, portretten en stranden waarbij het licht het eigenlijke thema vormt.

## Reizen
Samen met  schrijver Gijs Wanders, componist Tjeerd van Zanen en fotograaf Dirk Buwalda maakte van Hoogdalem reizen naar Honduras (2004) en Tanzania (2005). Deze reizen leidden tot het boek Wereld in eigen hand. Daarnaast bezochten zij samen Afghanistan om een multimedia voorstelling te maken voor het middelbaar onderwijs.

## Gezichten van Dementie
Sinds 2009 werkt van Hoogdalem in samenwerking met Gijs Wanders aan het project Gezichten van Dementie. Het bestaat uit een serie zeer grote portretten van dementerenden (allen woonachtig in de Dilgt in Haren), met bijbehorende korte documentaires waarin de familie vertelt over de invloed van dementie.
Dit heeft geleid tot een expositie in het Drents Museum in 2013, een expositie in de ECI te Roermond in de winter van 2013 - 2014 een expositie in het Henriette Polakmuseum te Zutphen en in Museum Palthehuis in Oldenzaal. Tevens is het werk te bezichtigen geweest in Duitsland onder de naam "Gesichter der Demenz" in Bremen en Oldenburg.

## Uitgaven
Over het werk van Van Hoogdalem zijn de volgende uitgaves verschenen
- Poëze van het Licht (2003), De Doelenpers
- de Noordzee kust (2009),  De Berk
- Afghanistan (2007), De Berk
- Gezichten van Dementie (2013), W books

- Gemeinsame Normdatei: 1030248516
- International Standard Name Identifier: 0000 0003 9432 6628
- Library of Congress Control Number: no2013022485
- Nederlandse Thesaurus van Auteursnamen: 261996320
- RKD-Nederlands Instituut voor Kunstgeschiedenis: 39498
- Virtual International Authority File: 288751334
- WorldCat: E39PBJth9KWTM9PxXjYjgftBT3